# Khàlid ibn al-Walid
Khàlid ibn al-Walid ibn al-Mughira al-Makhzumí al-Quraixí (àrab: خالد بن الوليد بن المغيرة المخزومي القرشي, Ḫālid b. al-Walīd b. al-Muḡīra al-Maẖzūmī al-Quraxī), també conegut senzillament com a Khàlid ibn al-Walid (mort el 642) fou un general àrab del primer període de les conquestes islàmiques. S'hauria convertit a l'islam el 627 o 629, després de combatre Mahoma a l'Úhud, i va participar en la campanya de Muta i a la conquesta de la Meca (ambdues el 629/630). El 630 va conquerir Dúmat al-Jandal (al-Jawf) i va fer presoner al senyor local Al-Ukàydir. El 631 va dirigir una delegació als Banu-l-Hàrith del Iemen per convertir-los a la nova religió. Quan va esclatar la ridda (632), el primer califa Abu-Bakr as-Siddiq el va enviar contra els rebels; després va dirigir els musulmans en la lluita contra Musàylima a la Yamama. El 633 va ser enviat amb un exèrcit de 18.000 voluntaris per a conquerir l'Iraq i Abu-Bakr as-Siddiq el va cridar per comandar les tropes que estaven duent a terme la conquesta musulmana de Síria. El 634, el nou califa, Úmar ibn al-Khattab, el va destituir del seu comandament, però va seguir lluitant a Síria sota les ordes d'Abu-Ubayda ibn al-Jarrah, que feia campanyes frontereres contra els romans d'Orient, completant la Conquesta musulmana de Síria. Va romandre actiu en aquest front fins a la seva mort a Homs. El seu fill Abd-ar-Rahman ibn Khàlid fou governador d'Homs i la Jazira per compte del califa Muàwiya I, que finalment el va fer matar. Un net de Khàlid (fill d'Abd-ar-Rahman) anomenat Khàlid ibn Abd-ar-Rahman ibn Khàlid, apareix esmentat com a general el 668/669.